# 高越 (南唐)
高越（9世纪—10世纪），字冲远，中国五代十国时期南唐官员。

## 生平

### 早期仕途
燕人。年轻时举进士，精于词赋。有名于燕赵之地，精警有才思。
后唐年间，卢文进任昭义军节度使，具礼币招纳高越为宾客。卢文进改任安远军节度使，高越也随行，被任为掌书记。卢文进次女才貌双全，能作文，时人号为女学士，高越爱慕，谒见卢文进，卢文进把她嫁给高越。

### 效力南唐
清泰三年（936年），后晋在契丹支持下灭后唐。卢文进南下投奔吴国，高越随行。他们先投靠武昌军节度使张宣，高越久不被张宣所知，就以鹰为题作诗讥讽张宣。
高越到吴都城广陵后，被吴以为秘书郎。摄政徐知诰爱其文章。时徐知诰被封齐王，建立齐国，祷祀燕饯之文多是高越所撰。
徐知诰改名李昪，建立南唐，为南唐烈祖；高越迁水部员外郎，改祠部、浙西营田判官，与江文蔚都以能作赋闻名江表，时人谓之“江高”。江淮人士品论人物，都称高越为首。
高越后又任水部郎中，赐紫色印绶。烈祖子南唐元宗保大二年（944年）三月，卢文进去世。户部侍郎、翰林学士承旨冯延巳诬告卢文进，想没收卢文进的财产和田宅，卢文进诸子被下狱。四年（946年）正月，高越上表反驳，并直指冯延已过错，词气甚厉。当时冯延巳正当权，人们赞赏高越的勇气。结果元宗怒了，将高越交执法官吏处置，贬为蕲州司士参军，但冯延巳的弹劾也被搁置，卢家得以保全。后来江文蔚也举高越为卢家辩护事弹劾冯延巳之恶。
高越迁军事判官，与隐士陈曙结交，淡泊荣利。久后，移广陵令，判吏部铨（选官），曾任侍御史知杂，任上曾奏改通事舍人班位，后被博士陈致雍质疑“使通事舍人以卑处尊之上，甚得不便”；高越后历任元帅府掌书记、起居郎、中书舍人，淮南与军事有关的文书诏令多出高越之手，援笔立成，辞采温丽，元宗以为称职，待他与二徐（烈祖养弟徐知证、徐知谔）相等，且累年不徙官。曾奉命召陈曙，陈曙不应。
元宗迁都南昌时，高越与徐铉曾劝隐士史虚白让两个儿子做官，史虚白说自己的儿子若贤可辅佐明主，若愚可孝养其母，他并不介意，不敢劳烦二人。二人愧叹。
元宗子南唐后主继位，高越才迁御史中丞、勤政殿学士、左议谏大夫、兼户部侍郎、修国史。因四肢疾病而残废，久后卒，年六十二，谥穆；贫穷得不能下葬，后主给他下葬费用，世人叹其清廉。
高越兄袁州别驾高操早卒。高操子高远亦效力南唐。

## 作品
- 鹰诗，有各种分歧记载：

1. 晴空不碍摩天翮，未肯平原浅草飞。
2. 雪爪星眸世所稀，摩天专待振毛衣，虞人莫谩张罗网，未肯平原浅草飞。
3. 雪爪星眸众鸟归，摩天专待振毛衣，虞人莫谩张罗网，未肯平原浅草飞。

- 领义成军节度使李金全碑文，作于保大八年（950年）
- 《舍利塔记》一卷[11]

## 轶闻
- 郑文宝《南唐近事》称其投靠的武昌军节度使为“李公”，待高越以殊礼，将要把爱女嫁给他，高越明白其意，于是在屋壁题鹰诗：雪爪星眸众鸟归，摩天专待振毛衣，虞人莫谩张罗网，未肯平原浅草飞。于是不告而去。《十国春秋》从陆游《南唐书》《唐余纪传》记载，未取。
- 马令《南唐书》载：南唐灭楚时，举朝称庆，只有高越指出取之甚易，但观诸将之才，善守为难。但《十国春秋》引陆游《南唐书》记为高远事。

## 评价
- 《十国春秋》论曰：越、远联镳，虽吴之二陆何加焉！[1]